# Justin Edinburgh
Pour les articles homonymes, voir Edinburgh (homonymie).
Justin Charles Edinburgh est un footballeur puis entraîneur anglais né le 18 décembre 1969 à Basildon (Angleterre) où il est mort le 8 juin 2019.
Évoluant au poste de défenseur, il est principalement connu pour ses saisons à Southend United, Tottenham Hotspur et Portsmouth et pour avoir entraîné Grays Athletic, Rushden & Diamonds, Newport County et Gillingham.

## Biographie

### Carrière de joueur
Natif de Basildon, Justin Edinburgh commence sa carrière à Southend United comme stagiaire et y devient professionnel en août 1988. Il prend une part active dans l'obtention par les Shrimpers de la promotion en Division Three en 1990. 
Après avoir joué 47 matches avec Southend United, dont 37 en championnat, il est recruté par Tottenham Hotspur, d'abord en prêt en janvier 1990, puis de manière définitive en juillet, pour 150 000 £. Il joue son premier match pour les Spurs le 10 novembre 1990 lors d'une victoire 4-2 à domicile contre Wimbledon.
Il passera une décennie entière dans l'effectif des Spurs, remportant une FA Cup en 1991 (victoire 2-1 contre Nottingham Forest) et une League Cup en 1999 (victoire 1-0 contre Leicester City), même s'il a été exclu lors de la finale pour un mauvais geste à l'encontre de Robbie Savage. Il fut ensuite blanchi car il était visible sur vidéo que Savage avait simulé.
Après 10 saisons et 215 matches de championnat pour les Spurs, il est transféré en mars 2000 à Portsmouth pour 175 000 £. Il y joue 35 matches lors des deux saisons suivantes mais ne participe à aucune rencontre lors de la saison 2002-03 au cours de laquelle Portsmouth remporte la First Division et obtient sa promotion en Premier League, ce qui marque pour lui la fin de sa carrière professionnelle, à 34 ans.
Il finit sa carrière en signant en juillet 2003 pour le club non-League de Billericay en tant qu'entraîneur-joueur pour trois saisons.

### Carrière d'entraîneur
Après avoir totalement raccroché les crampons après son expérience d'entraîneur-joueur, Justin Edinburgh devient entraîneur à temps plein en signant pour Fisher Athletic (en) en 2006. Avec ce club, il termine troisième de l'Isthmian Football League et obtient la promotion en Conference South après avoir remporté les play-offs de promotion. Il quitte néanmoins le club et devient, en décembre 2006, l'adjoint d'Andy King (en) à Grays Athletic.
Dès le 5 janvier 2007, il est promu comme entraîneur principal du club à la suite du départ de King. Son premier match est une défaite 1-3 contre Southport. Il va au bout de son contrat qui se termine le 20 février 2008 et quitte alors le club. Le 9 avril 2008, il devient l'adjoint de Colin Lippiatt à Woking pour la fin de la saison 2007-08.
En octobre 2008, il devient l'adjoint de Garry Hill (en) à Rushden & Diamonds. Le 10 février 2008, il est nommé à la tête de l'équipe pour assurer l'intérim à la suite du départ de Hill. Ses résultats étant satisfaisants, il est confirmé à la tête de l'équipe de manière définitive le 24 avril 2009. Il arrive à accrocher les places qualificatives pour les play-offs de promotion en League Two mais est battu par Oxford United.
La saison suivante (2010-11) voit le club terminer à une décevante treizième place. De plus, les difficultés financières du club l'amènent à déposer le bilan et Edinburgh doit alors quitter son poste.
Le 4 octobre 2011, Edinburgh prend les rênes de Newport County à la suite d'Anthony Hudson (en). Il sauve le club de la relégation et les hisse jusqu'en finale du FA Trophy à Wembley, finale perdue 0-2 contre York City.
La saison suivante, il mène le club à la troisième place de la Conference Premier et remporte le titre d'entraîneur du mois de ce championnat en août 2012. Il remporte le play-off de promotion contre Wrexham 2-0 à Wembley, ce qui permet au club de retrouver la Football League après 25 années d'absence.
Le 2 décembre 2013, il est approché par Portsmouth, un club qu'il a connu comme joueur, pour succéder à Guy Whittingham, mais après en avoir discuté avec Newport County, il choisit de ne pas entamer les discussions. Il repousse de la même façon une approche de Northampton Town en janvier 2014. Pour sa première saison en Football League, il mène le club à une honnête 14e place.
Le 7 février 2015 et alors que son club est classé 6e, il accepte de rejoindre Gillingham, qui joue une division au-dessus, avec David Kerslake comme adjoint. Il redresse alors une saison mal entamée sous la direction de Peter Taylor et termine à une bonne 12e place.

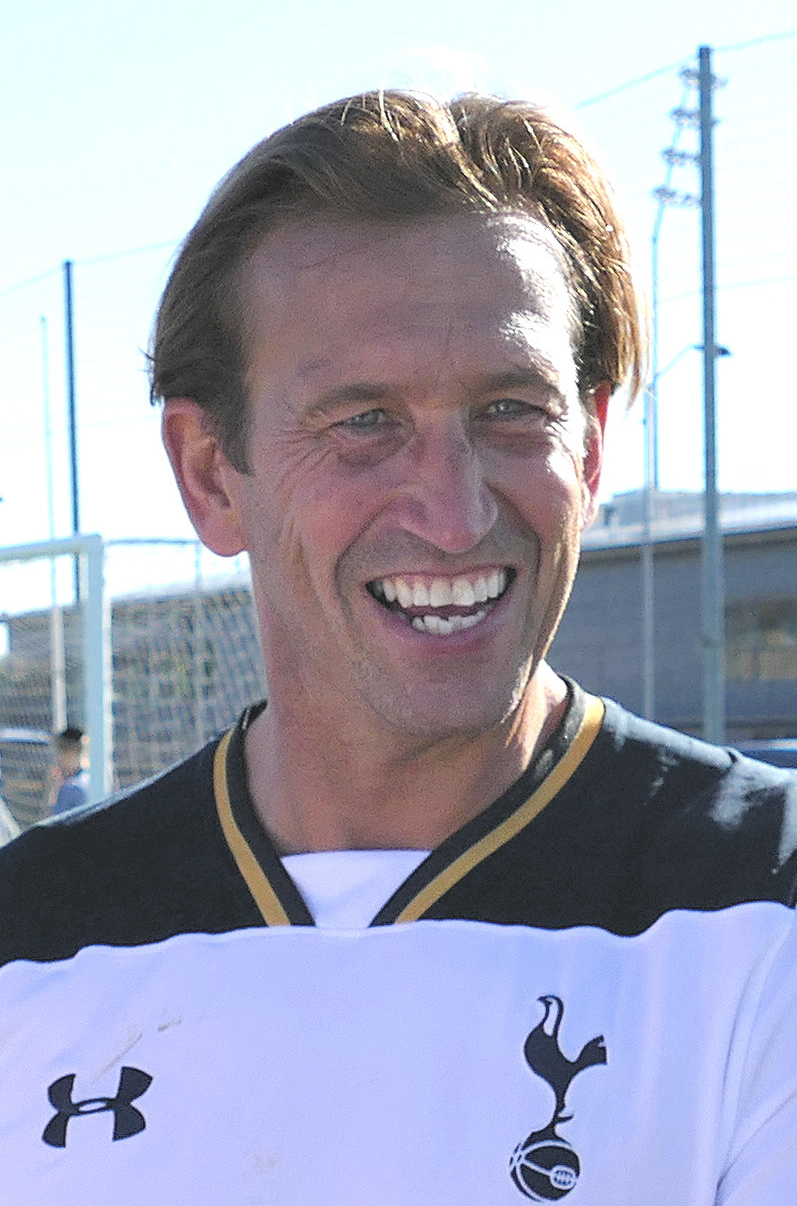
Justin Edinburgh pour un match de charité en 2016.

La saison suivante, après s'être mêlé à la bataille pour la promotion, il termine finalement à une honnête 9e place mais qui sonne comme une déception au vu des espoirs de la première partie de la saison. Le début de la saison suivante étant lui aussi décevant, il est renvoyé de son poste le 3 janvier 2017. 
Dix jours plus tard à peine, soit le 13 janvier 2017, avec son adjoint David Kerslake il est nommé à la tête de Northampton Town qui joue en EFL League One (troisième division anglaise). Bien qu'ayant signé un contrat de deux ans et demi, il est démis de ses fonctions le 31 aout 2017 après une série de mauvais résultats avec notamment des défaites lors des quatre premières journées de la saison.
Le 29 novembre 2017 il est nommé pour deux ans et demi manager de Leyton Orient qui évolue en National League (cinquième division anglaise). Il conduit son équipe à la première place et obtient ainsi en fin de saison 2018-2019 la promotion et le retour de Leyton Orient en Football League.
Le 3 juin 2019, victime d'un arrêt cardiaque il meurt le 8 juin 2019 à l'age de 49 ans.
Le 24 janvier 2020 le club annonce que la tribune ouest de son stade, le Breyer Group Stadium, portera désormais le nom de Tribune Justin Edinburgh. 

#### Statistiques
| Équipe             | Depuis           | Jusqu'au        | Matches | Victoires | Nuls | Défaites | % Victoires |
| ------------------ | ---------------- | --------------- | ------- | --------- | ---- | -------- | ----------- |
| Grays Athletic     | 5 janvier 2007   | 20 février 2008 | 63      | 24        | 13   | 26       | 38,1        |
| Rushden & Diamonds | 10 février 2009  | 7 juillet 2011  | 116     | 48        | 34   | 34       | 41,4        |
| Newport County     | 4 octobre 2011   | 7 février 2015  | 181     | 75        | 46   | 60       | 41,4        |
| Gillingham         | 7 février 2015   | 3 janvier 2017  | 101     | 39        | 26   | 36       | 38,6        |
| Northampton Town   | 13 janvier 2017  | 31 aout 2017    | 25      | 6         | 6    | 13       | 24,0        |
| Leyton Orient      | 29 novembre 2017 | 8 juin 2019     | 82      | 45        | 21   | 16       | 54,9        |